# Antonio Biosca
Antonio Biosca Pérez (Almería, 8 dicembre 1949) è un ex calciatore spagnolo, di ruolo difensore.

## Palmarès

### Club

#### Competizioni nazionali
- Coppa di Spagna: 1

Real Betis: 1976-1977
- Segunda División: 1

Real Betis: 1973-1974